# Ecpetala celaena
Ecpetala celaena là một loài bướm đêm trong họ Geometridae.